# Cot Abaue Pogue
Cot Abaue Pogue är ett berg i Indonesien.   Det ligger i provinsen Aceh, i den västra delen av landet, 1 800 km nordväst om huvudstaden Jakarta. Toppen på Cot Abaue Pogue är 372 meter över havet.
Terrängen runt Cot Abaue Pogue är huvudsakligen kuperad, men norrut är den platt. Havet är nära Cot Abaue Pogue åt nordost. Runt Cot Abaue Pogue är det ganska glesbefolkat, med 22 invånare per kvadratkilometer. Närmaste större samhälle är Banda Aceh, 17,8 km väster om Cot Abaue Pogue. Omgivningarna runt Cot Abaue Pogue är en mosaik av jordbruksmark och naturlig växtlighet.